# Stéphanie di Monaco
Stéphanie di Monaco (nome completo in francese Stéphanie Marie Elisabeth; Monaco Vecchia, 1º febbraio 1965) è una principessa ed ex cantante monegasca.

## Biografia

### Gioventù

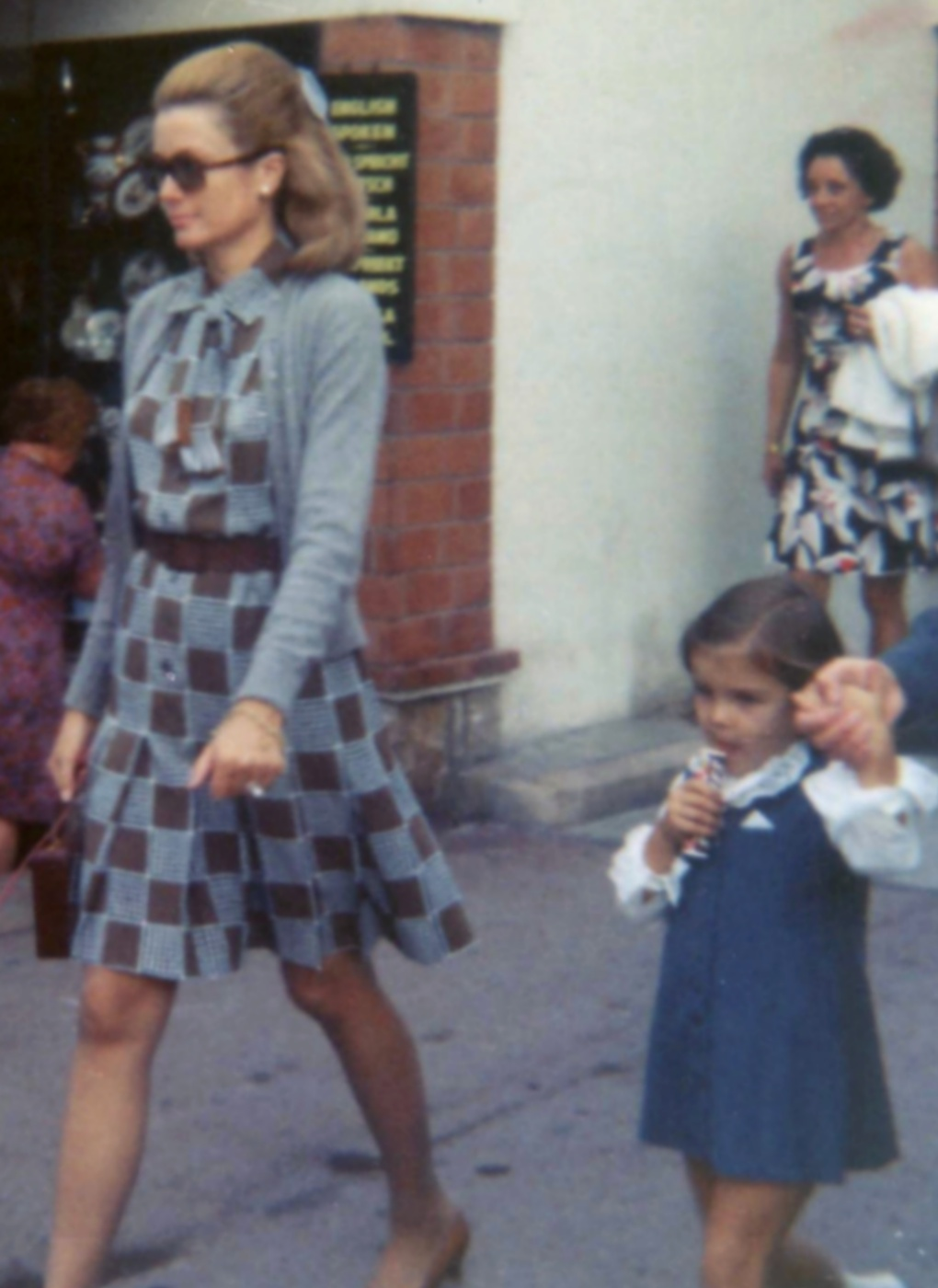
Grace Kelly e Stéphanie nel 1969

La principessa Stéphanie è nata nel 1965 al palazzo Grimaldi, terzogenita di Ranieri III e di Grace Kelly. Venne battezzata il 13 marzo nella cattedrale di San Nicola ed ebbe come padrini lo zio materno, John Brendan Kelly Jr., e la cugina paterna, la baronessa Elizabeth-Ann de Massy. Venne iscritta alla Cours Hattemer a Parigi e negli anni scolastici studiò danza classica e pianoforte. Nel 1971 le venne intitolata una cultivar di rosa ibrida di Tea.
Frequentò le scuole secondarie al Pensionnat des Dames de Saint-Maur a Monaco Vecchia e al Cours Dupanloup a Parigi, città in cui praticò ginnastica ad alto livello tra il 1974 e il 1979. Sostenne l'esame di maturità nel 1982 e padroneggia fluentemente anche l'inglese e l'italiano. Il 13 settembre dello stesso anno subì un incidente automobilistico con sua madre al volante di ritorno a Monaco da Peille.
La principessa Grace perse la vita il giorno seguente e Stéphanie fu trasferita in ospedale per la frattura di una vertebra del collo. Circolarono voci secondo cui alla guida dell'automobile ci fosse Stéphanie, che non poté partecipare al funerale della madre a causa del suo ricovero. Si rifiutò di parlare dell'incidente fino al 1989, quando respinse le accuse che la volevano alla guida della vettura. Studiò fashion styling tra il 1983 e il 1984 alla Christian Dior Couture con il designer Marc Bohan.

### Attività
Tra il 1978 e il 1979 fu la madrina dei Gran Premi di Ginnastica di Parigi. A metà degli anni ottanta iniziò a fare da modella per Vogue e Vanity Fair e dal 1985 presiede il Comitato d'Organizzazione del Teatro Principessa Grace e la giuria del festival Monte-Carlo Magic Star. Dallo stesso anno al 1987 disegnò una collezione di costumi da bagno e abiti da spiaggia intitolata Pool Position. La presentò con Alix de la Comble a un pubblico che includeva Helmut Newton e Karl Lagerfeld.

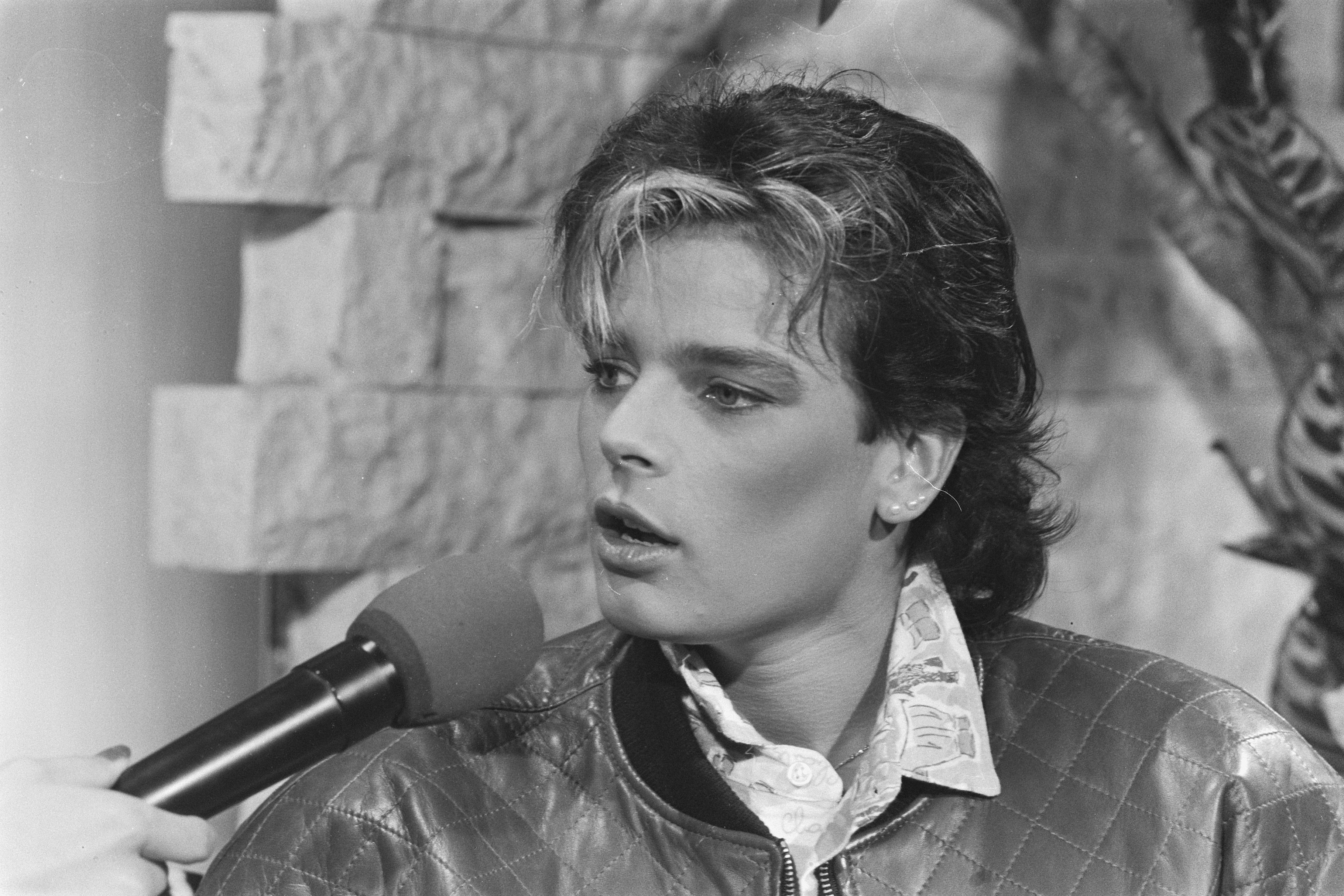
La principessa Stéphanie nel 1986

Nel 1986 debuttò come cantante pubblicando il singolo Ouragan nell'album Besoin, che vendette più di 2 milioni di copie e le permise di ottenere grande fama. Nel 1987 pubblicò il singolo Young Ones Everywhere a sostegno dell'UNICEF. Nel 1991 duettò con Michael Jackson nel brano In the Closet e pubblicò il suo secondo album, Stéphanie, che ebbe però un riscontro deludente. Nel 2003 fondò l'associazione Femmes face au sida, divenuta Fights Aids Monaco nel 2004.
Dal 2005 presiede il Comitato d'Organizzazione del Festival internazionale del circo di Monte Carlo. Il 10 novembre ricevette l'Ordine dei Grimaldi come riconoscimento alla sua lotta contro l'HIV/AIDS e il suo sostegno alle arti dello spettacolo. Nel 2006 criticò le posizioni di papa Benedetto XVI contro l'utilizzo dei profilattici e interpretò il singolo di beneficenza contro l'AIDS L'Or De Nos Vies.
Il 2 giugno rappresentò Monaco a una riunione di alto livello sulla lotta all'HIV/AIDS presso le Nazioni Unite. Il 6 ottobre venne nominata Rappresentate Speciale dell'UNAIDS, di cui in seguito è diventata Ambasciatrice di Buona Volontà. Il 26 giugno 2010 inaugurò la Maison de Vie a Carpentras, in Francia, una struttura finanziata da Fight Aids Monaco che accoglie le persone affette dalla malattia e permette loro di vivere momenti di riposo.

### Matrimoni e diritti di successione
Nel 1992 iniziò una relazione con la guardia del corpo Daniel Ducruet. Si sposarono il 1⁰ luglio 1995 e i figli nati in precedenza, Louis (1992) e Pauline (1994), furono inclusi da allora nella linea di successione al trono. Stéphanie e Ducruet divorziarono il 4 ottobre 1996.
Nel 1998 ha partorito una figlia, Camille, avuta con la guardia del corpo Jean Raymond Gottlieb (1967). Tra il 2001 e il 2002, durante la sua relazione con l'addestratore di elefanti Franco Knie (1954), visse e viaggiò con i suoi figli nel Circo Knie. Sposò a Ginevra il 12 settembre 2003 un acrobata portoghese dello stesso circo, Adans Lopez Peres (1975), da cui ha divorziato nel novembre 2004.
Grazie alla riforma apportata nel 2002 alle leggi di successione, che ha ammesso come potenziali eredi al trono i fratelli del sovrano e i loro discendenti legittimi, Stéphanie continua a essere inclusa nella linea di successione. Altrimenti, alla salita al trono del fratello nel 2005, avrebbe perso tale diritto poiché discendente di un sovrano non più regnante.

## Patrocini
- Presidentessa del Centro della Gioventù di Monaco;[2]
- Presidentessa del Centro di Attività Principessa Stéphanie;[2]
- Membro Onorario del Comitato d'Organizzazione della Fondation Princesse-Grace negli Stati Uniti d'America.[2]

## Discografia

### Album
- 1986 – Besoin
- 1991 – Stéphanie

### Singoli
- 1986 – Ouragan
- 1986 – Irresistibile
- 1986 – Flash
- 1986 – One Love To Give / Le sega mauricien (Carrere, 7")
- 1987 – Fleur du mal
- 1987 – Live your life
- 1991 – Winds of Chance
- 1992 – In the closet (con Michael Jackson)
- 2006 – L'or de nos vies

## Discendenza
Stéphanie di Monaco e Daniel Ducruet hanno un figlio e una figlia:
- Louis Robert Paul (Ospedale Principessa Grace, 26 novembre 1992), il 26 luglio 2019 ha sposato con nozze civili a Monaco Marie Hoa Chevallier (28 dicembre 1992), francese di origini vietnamite.[15] Le nozze religiose si tennero il giorno seguente nella cattedrale dell'Immacolata Concezione.[15] Hanno due figlie:
  - Victoire Maguy Lam Huong (4 aprile 2023).[16][17]
  - Constance (2 dicembre 2024).
- Pauline Grace Maguy (Ospedale Principessa Grace, 4 maggio 1994).

Con Jean Raymond Gottlieb ha avuto una figlia:
- Camille Marie Kelly (Ospedale Principessa Grace, 15 luglio 1998).[2]

## Titoli e trattamento

Monogramma di Stéphanie

- 1⁰ febbraio 1965 - attuale: Sua Altezza Serenissima, la principessa Stéphanie di Monaco

## Ascendenza
|                          |                  |                                          | Genitori                             |  |  | Nonni |  |  | Bisnonni                           |  |  | Trisnonni                              |  |
|                          |                  |                                          |                                      |  |  |       |  |  | Conte Maxence Melchior de Polignac |  |  | Conte Charles Marie Thomas de Polignac |  |
|                          |                  |                                          |                                      |  |  |       |  |  | Conte Maxence Melchior de Polignac |  |  | Conte Charles Marie Thomas de Polignac |  |
|                          |                  | Caroline Joséphine Le Normand de Morando |                                      |  |  |       |  |  | Conte Maxence Melchior de Polignac |  |  |                                        |  |
| Conte Pierre de Polignac |                  |                                          |                                      |  |  |       |  |  | Conte Maxence Melchior de Polignac |  |  |                                        |  |
|                          |                  | Susana Mariana de la Torre y Mier        | Isidoro Fernando de la Torre y Carsí |  |  |       |  |  |                                    |  |  |                                        |  |
|                          |                  | Susana Mariana de la Torre y Mier        | Isidoro Fernando de la Torre y Carsí |  |  |       |  |  |                                    |  |  |                                        |  |
|                          |                  | Susana Mariana de la Torre y Mier        | María Luisa de Mier y Celis          |  |  |       |  |  |                                    |  |  |                                        |  |
| Ranieri III di Monaco    |                  | Susana Mariana de la Torre y Mier        |                                      |  |  |       |  |  |                                    |  |  |                                        |  |
|                          |                  | Luigi II di Monaco                       | Alberto I di Monaco                  |  |  |       |  |  |                                    |  |  |                                        |  |
|                          |                  | Luigi II di Monaco                       | Alberto I di Monaco                  |  |  |       |  |  |                                    |  |  |                                        |  |
|                          |                  | Luigi II di Monaco                       | Maria Vittoria Hamilton              |  |  |       |  |  |                                    |  |  |                                        |  |
| Charlotte di Monaco      |                  | Luigi II di Monaco                       |                                      |  |  |       |  |  |                                    |  |  |                                        |  |
|                          |                  | Marie Juliette Louvet                    | Jacques Henri Louvet                 |  |  |       |  |  |                                    |  |  |                                        |  |
|                          |                  | Marie Juliette Louvet                    | Jacques Henri Louvet                 |  |  |       |  |  |                                    |  |  |                                        |  |
|                          |                  | Marie Juliette Louvet                    | Josephine Elmire Piedefer            |  |  |       |  |  |                                    |  |  |                                        |  |
| Stefania di Monaco       |                  | Marie Juliette Louvet                    |                                      |  |  |       |  |  |                                    |  |  |                                        |  |
|                          | John Henry Kelly | Brian Kelly                              |                                      |  |  |       |  |  |                                    |  |  |                                        |  |
|                          | John Henry Kelly | Brian Kelly                              |                                      |  |  |       |  |  |                                    |  |  |                                        |  |
|                          | John Henry Kelly | Honora Margaret McLaughlin               |                                      |  |  |       |  |  |                                    |  |  |                                        |  |
| John Brendan Kelly       | John Henry Kelly |                                          |                                      |  |  |       |  |  |                                    |  |  |                                        |  |
|                          |                  | Mary Anne Costello                       | Walter Costello                      |  |  |       |  |  |                                    |  |  |                                        |  |
|                          |                  | Mary Anne Costello                       | Walter Costello                      |  |  |       |  |  |                                    |  |  |                                        |  |
|                          |                  | Mary Anne Costello                       | Anne Burke                           |  |  |       |  |  |                                    |  |  |                                        |  |
| Grace Kelly              |                  | Mary Anne Costello                       |                                      |  |  |       |  |  |                                    |  |  |                                        |  |
|                          |                  | Carl Majer                               | Johann Christian Karl Majer          |  |  |       |  |  |                                    |  |  |                                        |  |
|                          |                  | Carl Majer                               | Johann Christian Karl Majer          |  |  |       |  |  |                                    |  |  |                                        |  |
|                          |                  | Carl Majer                               | Luise Wilhelmine Mathilde Adam       |  |  |       |  |  |                                    |  |  |                                        |  |
| Margaret Katherine Majer |                  | Carl Majer                               |                                      |  |  |       |  |  |                                    |  |  |                                        |  |
|                          |                  | Margaretha Berg                          | Georg Berg                           |  |  |       |  |  |                                    |  |  |                                        |  |
|                          |                  | Margaretha Berg                          | Georg Berg                           |  |  |       |  |  |                                    |  |  |                                        |  |
|                          |                  | Margaretha Berg                          | Elisabetha Röhrig                    |  |  |       |  |  |                                    |  |  |                                        |  |
|                          |                  | Margaretha Berg                          |                                      |  |  |       |  |  |                                    |  |  |                                        |  |